# Fray Mocho
Fray Mocho (Gualeguaychú, 26 de agosto de 1858 - Buenos Aires, 23 de agosto de 1903) es el seudónimo de José S. Álvarez Escalada, escritor y periodista argentino famoso por sus retratos costumbristas y de época, frecuentemente escritos en clave humorística.

## Biografía
Nació en Gualeguaychú, provincia de Entre Ríos, el 26 de agosto de 1858, hijo de los orientales Dorina Escalada Baldez (hermana de Marcelino Escalada Baldez y nieta de Celedonio Escalada) y de Desiderio Álvarez Gadea.
Estudió en el prestigioso Colegio Nacional de Concepción del Uruguay, pueblo donde se inició como periodista.
Hizo un primer viaje a la ciudad de Buenos Aires en 1876 y luego se afincó en tal ciudad hacia 1879, cuando tenía 21 años. Era conocido por sus amigos como "Mocho”, y más tarde se agregó al seudónimo el título de “Fray” (un fraile, en la Iglesia católica).
Fue iniciado en la masonería en la Logia "Unión y Filantropía N°56, de la ciudad de Gualeguaychú, dependiente de la Gran Logia Argentina, trabajando luego en diferentes talleres en Buenos Aires.
Trabajó en la policía de la recientemente creada Capital Federal: en 1886 fue el fundador de la Comisaría de Pesquisas de la Capital Federal y en 1887 publica la "Galería de ladrones de la Capital", un álbum de fotografías impresas fotomecánicamente con los retratos de los personajes de la "mala vida" de Buenos Aires.
Escribió en numerosos periódicos, como El Nacional, La Pampa, La Patria Argentina, La Razón; y en revistas como Fray Gerundio (de corta vida), El Ateneo, La Colmena Artística y Caras y Caretas.
Escribió ensayos acerca de la vida en la Buenos Aires de la última parte del siglo XIX: Esmeraldas, Cuentos mundanos, La vida de los ladrones célebres de Buenos Aires y sus maneras de robar y Memorias de un vigilante.
En 1898, publica el libro En el mar Austral, novela documental en la cual relata, merced a numerosos datos obtenidos por marineros y exploradores argentinos, la vida y los paisajes de la región fueguina a fines del siglo XIX.

## Carrera
Fue fundador y primer editor de la celebérrima revista Caras y Caretas; allí realizaba ilustraciones sobre sujetos nacionales y extranjeros: de la realidad social, de interés general y de moda; también publicaba literatura urbana y rural. Sus contribuciones incluyeron muchas notas sobre los mejores escritores: Roberto Payró, Horacio Quiroga, José Ingenieros, entre muchos otros. Fue el primer escritor profesional de Argentina. En sus excepcionales descripciones de las costumbres regionales, el narrador es un observador. El mechaba sus escritos con los diferentes hablas de Buenos Aires, incluyendo el “lunfardo” (el argot rioplatense). Sus escritos fueron parte del naturalismo, que fue una reacción contra el "romanticismo" que prevalecía, la rigidez del castellano y la literatura en boga, y tuvo una contraparte en el París de esos años.
Uno de sus mejores e interesantes ensayos fue En el mar Austral. Es su saga de un año de excursión, en un barco ballenero, en el extremo sur de Chile y de Argentina (la Tierra del Fuego), comenzando en la ciudad de Punta Arenas en Chile: describe con amoroso y gran detalle el escenario y la vida de esa región de Sudamérica. Lo que se sabe de la fuente de información es que aparentemente jamás Fray Mocho se acercó ni siquiera al norte de la Patagonia (2000 km de Tierra del Fuego) y como las descripciones son extremadamente vivaces y seguras, al día de hoy se desconoce su fuente.

## Fallecimiento
Fray Mocho falleció en los albores del siglo XX. Una enfermedad que le venía trayendo problemas de años quizás fue la causa del deceso. Él dijo: «No he ofendido a nadie ni a nada, porque no quise dañar y porque tengo un corazón puro» (como testamento en la edición de En el mar Austral), obra cuya mejor edición la realizó en 1960 la Editorial Universitaria de Buenos Aires (EUDEBA).
Su deceso se produjo el 23 de agosto de 1903, tres días antes de cumplir cuarenta y cinco años. Sus últimas palabras fueron “Muero peleando”. Su revista por antonomasia le sobrevivió hasta 1941.

## Obras
- 1885: Esmeraldas (Cuentos mundanos)
- 1887: Galería de ladrones de la capital,
- 1897: Memorias de un vigilante.
- 1899: Caras y Caretas
- 1897: Viaje al país de los matreros.
- 1898: En el mar Austral.
- 1906: Cuentos de Fray Mocho.
- 1906: Cuadros de la ciudad.